# Words of Love
〈Words of Love〉는 버디 홀리가 쓴 노래다. 원작자인 홀리는 1957년 4월 8일에 곡을 녹음했다. 자신 스스로 화음을 만들었고, 개별 파트가 녹음된 테이프를 결합했다. 비록 히트하지 않았지만 홀리의 노래 중에서도 가장 중요하며 또한 가장 대중적인 노래로 꼽힌다. 노래의 이름을 딴 컴필레이션 음반 《Words of Love》이 1993년 폴리그램을 통해 영국에서 출시되었고, 차트 정상에 올랐으며 골드 레코드 인증을 받았다.

## 비틀즈 버전
비틀즈는 영국 음반 《Beatles for Sale》을 위해 1964년 10월 18일 곡을 커버했다. 이후 미국 음반 《Beatles VI》에 수록된다. 또한 7인치 EP 《Beatles for Sale No. 2》이 팔로폰/EMI를 통해 출시되었다. 홀리의 팬이었던 존 레논과 폴 매카트니는 조지 해리슨과 함께 하모니를 불렀으며, 홀리의 원판과 비슷하게 보컬과 기악을 구성했다.
비틀즈가 초창기 시절 1961년과 1962년에 캐번 클럽에서 곡을 공연했을 당시에는 레논과 해리슨이 보컬을 담당했다. 링고 스타는 포장용 상자를 드럼과 함께 연주했고, 이는 홀리의 〈Everyday〉과 비슷한 사운드를 만들기 위함이었다. 1963년 BBC 방송에서 녹음된 〈Words of Love〉가 2013년도 컴필레이션 음반 《On Air – Live at the BBC Volume 2》에 수록돼 출시되었다. 또한 이 노래는 5개 곡이 들어간 홍보 EP에도 수록되었으며, 2015년도 음반 《1+》에도 DVD 및 블루레이 형식으로 출시됐다.

### 참여 인원
- 존 레논, 리드 보컬, 리듬 기타
- 폴 매카트니, 리드 보컬, 베이스
- 조지 해리슨, 리드 보컬, 리드 기타
- 링고 스타, 드럼, 포장용 상자

이언 맥도널드 제공